# Arcipelago artico canadese
L'arcipelago artico canadese, anche conosciuto come arcipelago artico è un arcipelago a nord del Canada, nel Mar Glaciale Artico. Si trova all'estremità nord del Nord America e copre un'area di 1.424.500 km²: questo gruppo di 36.563 isole comprende principalmente i territori del Nunavut e dei territori del Nord-Ovest, oltre che parti dello Yukon e di Terranova e Labrador, con due isole, una a testa.

## Storia
Gli inglesi rivendicano il fatto che le isole furono scoperte in una spedizione del 1570 di Martin Frobisher, mentre la sovranità del Canada sulle isole non fu stabilita finché il distretto di Franklin, che comprende quasi tutto l'arcipelago, non fu istituito nel 1895; questo distretto si sciolse con la creazione di Nunavut nel 1999. Il Canada reclama la sovranità in un settore che si estende fino al Polo Nord, ma questa richiesta non è universalmente riconosciuta. Inoltre, il Canada rivendica tutte le strade d'acqua del passaggio a nord-ovest e tutte le acque interne all'arcipelago; gli Stati Uniti e altri Paesi vedono tuttavia queste come acque internazionali. L'isola Hans, a est dell'isola di Ellesmere, è stato un territorio conteso tra il Canada e la Danimarca, fino alla definitiva partizione.

## Geografia

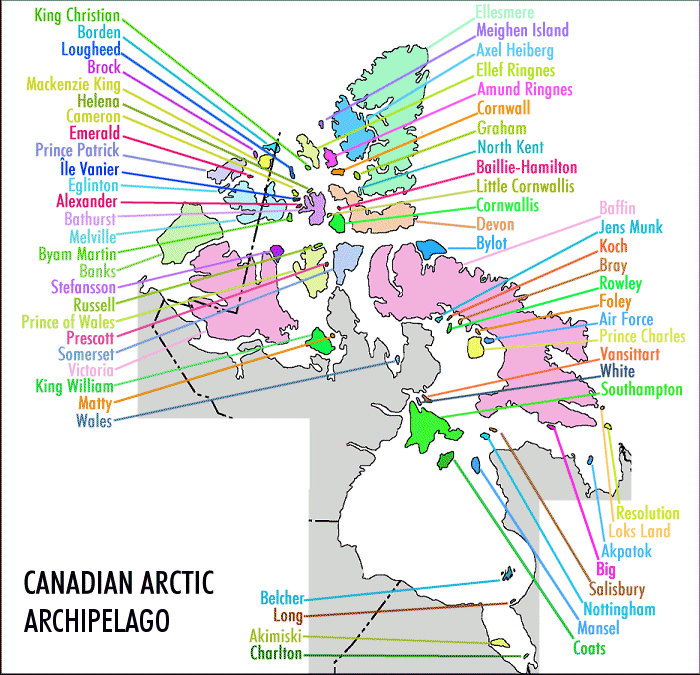

L'arcipelago si estende per circa 2.400 km longitudinalmente, e ci sono 1.900 km dalla terraferma a Capo Columbia, il punto più a nord dell'isola di Ellesmere. È circondato a ovest dal mare di Beaufort, a nord dall'Oceano Artico, a est dalla Groenlandia, dalla baia di Baffin, dallo stretto di Davis e a sud dalla baia di Hudson e dalla terraferma canadese. Le varie isole sono separate tra loro da una serie di vie d'acqua conosciute come "passaggio a nord-ovest". Due grandi penisole, la Boothia e la penisola di Melville si estendono a nord della terraferma.

### Lista
L'arcipelago contiene 94 isole maggiori (più grandi di 130 km²), incluse tre tra le dieci isole maggiori del mondo; ci sono anche 36.469 isole minori. Le isole principali dell'arcipelago (con estensione maggiore di 10.000 km²), sono:
| Nome                        | Posizione* | Area (km²) | Posizione per area | Posizione per area | Popolazione (2001) |
| Nome                        | Posizione* | Area (km²) | Mondo              | Canada             | Popolazione (2001) |
| --------------------------- | ---------- | ---------- | ------------------ | ------------------ | ------------------ |
| Isola di Baffin             | NU         | 507 451    | 5                  | 1                  | 9 563              |
| Isola Victoria              | TN, NU     | 217 291    | 9                  | 2                  | 1 707              |
| Isola di Ellesmere          | NU         | 196 236    | 10                 | 3                  | 168                |
| Isola di Banks              | TN         | 70 028     | 24                 | 5                  | 114                |
| Isola di Devon              | NU         | 55 247     | 27                 | 6                  | 0                  |
| Isola di Axel Heiberg       | NU         | 43 178     | 32                 | 7                  | 0                  |
| Isola di Melville           | TN, NU     | 42 149     | 33                 | 8                  | 0                  |
| Isola di Southampton        | NU         | 41 214     | 34                 | 9                  | 721                |
| Isola Principe di Galles    | NU         | 33 339     | 40                 | 10                 | 0                  |
| Isola di Somerset           | NU         | 24 786     | 46                 | 12                 | 0                  |
| Isola Bathurst              | NU         | 16 042     | 54                 | 13                 | 0                  |
| Isola del Principe Patrizio | TN         | 15 848     | 55                 | 14                 | 0                  |
| Isola di Re Guglielmo       | NU         | 13 111     | 61                 | 15                 | 960                |
| Isola di Ellef Ringnes      | NU         | 11 295     | 69                 | 16                 | 0                  |
| Isola di Bylot              | NU         | 11 067     | 72                 | 17                 | 0                  |

* TN = Territori del Nord-Ovest, NU = Nunavut
Dopo la Groenlandia, l'arcipelago è il maggiore territorio dell'alto artico. Il clima delle isole è artico e vi si trova la tundra eccetto che nelle aree montagnose. La maggior parte delle isole è disabitata; gli insediamenti umani sono estremamente ridotti e concentrati principalmente sulle coste, come gli insediamenti Inuit sulle isole del sud.